# Tunstead
Tunstead är en civil parish i Storbritannien.   Den ligger i grevskapet Norfolk och riksdelen England, i den sydöstra delen av landet, 170 km nordost om huvudstaden London. Antalet invånare är 674. Arean är 11,3 kvadratkilometer.
Terrängen i Tunstead är mycket platt.